# Zubeneschamali
Zubeneschamali (Beta Librae, β Librae, β Lib) je nejjasnější hvězda v souhvězdí Vah, od Země je vzdálená asi 185 světelných let. Jedná se o proměnnou hvězdu, která v současné době mění svou jasnost o 0,03 hvězdné velikosti.

## Název
Beta Librae (β Librae) je Bayerovo označení hvězdy.
Tradiční název pochází z arabského الزُبَانَى الشَمَالِي (al-zubānā al-šamāliyy, severní klepeto - dříve byly Váhy součástí souhvězdí Štíra).

## Vlastnosti
Zubeneschamali je hvězda hlavní posloupnosti spektrální třídy B8. Je přibližně 130krát zářivější než Slunce a má povrchovou teplotu 12 300 K, promítnutá rotační rychlost činí 250 km/s.